# Arbeitsstelle für deutschmährische Literatur
Arbeitsstelle für deutschmährische Literatur je výzkumné pracoviště při Katedře germanistiky FF UP, zaměřující se na výzkum moravské německy psané literatury.

## Historie
Arbeitsstelle für deutschmährische Literatur založili v roce 1998 Ludvík Václavek, Lucy Topoľská, Ingeborg Fialová a Jörg Krappmann.

## Činnost
Arbeitsstelle vytvářelo od počátku své činnosti Databanku německojazyčných moravských autorů. Biografický slovník těchto autorů (Lexikon deutschmährischer Autoren) byl vydán ve dvou svazcích v letech 2003 a 2006.